# نيل تينانت
نيل تينانت (بالإنجليزية: Neil Tennant)‏ هو فيلسوف أمريكي، ولد في 1 مارس 1950 في اتحاد جنوب أفريقيا.